# (8913) 1995 YB2
1995 واي بي 2 (ويعرف أيضًا باسم (8913) 1995 واي بي 2 وفق تسمية الكوكب الصغير) (بالإنجليزية: 1995 YB2)‏ هو كويكب ضمن حزام الكويكبات؛ وترتيبه 8913 من حيث الاكتشاف.
اكتُشف هذا الجُرم الفلكي بواسطة تعقب الأجرام القريبة من الأرض في 22 ديسمبر 1995.

## وصلات خارجية
- (8913) 1995 YB2 في قاعدة بيانات مختبر الدفع النفاث لأجرام النظام الشمسي الصغيرة

- الاكتشاف · مخطط المدار ·  العناصر المدارية · المعلمات المادية

- (8913) 1995 YB2 على موقع ويكي سكاي: DSS2, SDSS, GALEX, IRAS, Hydrogen α, X-Ray, Astrophoto, Sky Map, Articles and images